# Bahra
|  | Per a altres significats, vegeu «Bahra (diari)». |

Bahra fou una antiga tribu àrab del grup dels kudaa, que van emigrar cap a la zona de l'Eufrates i finalment a la plana de Homs on al segle vi van esdevenir cristians com els taghlib i els tanukh que eren els seus veïns. El 630 una part de la tribu va enviar una delegació a Medina, on van reconèixer Mahoma i es van fer musulmans però la resta de la tribu (majoria) va restar cristiana i fidel a l'Imperi Romà d'Orient. Van lluitar al costat dels romans d'Orient fins al 634. Després van esdevenir musulmans.

## Bahra destacats
- Al-Miqdad ibn Amr.